# Villeton
 Villeton  es una población y comuna francesa, en la región de Aquitania, departamento de Lot y Garona, en el distrito de Marmande y cantón de Le Mas-d'Agenais.

## Demografía
| 469 | 471 | 426 | 444 | 511 | 519 |
| Para los censos de 1962 a 1999 la población legal corresponde a la población sin duplicidades (Fuente: INSEE [Consultar]) |     |     |     |     |     |